# Journal de rue

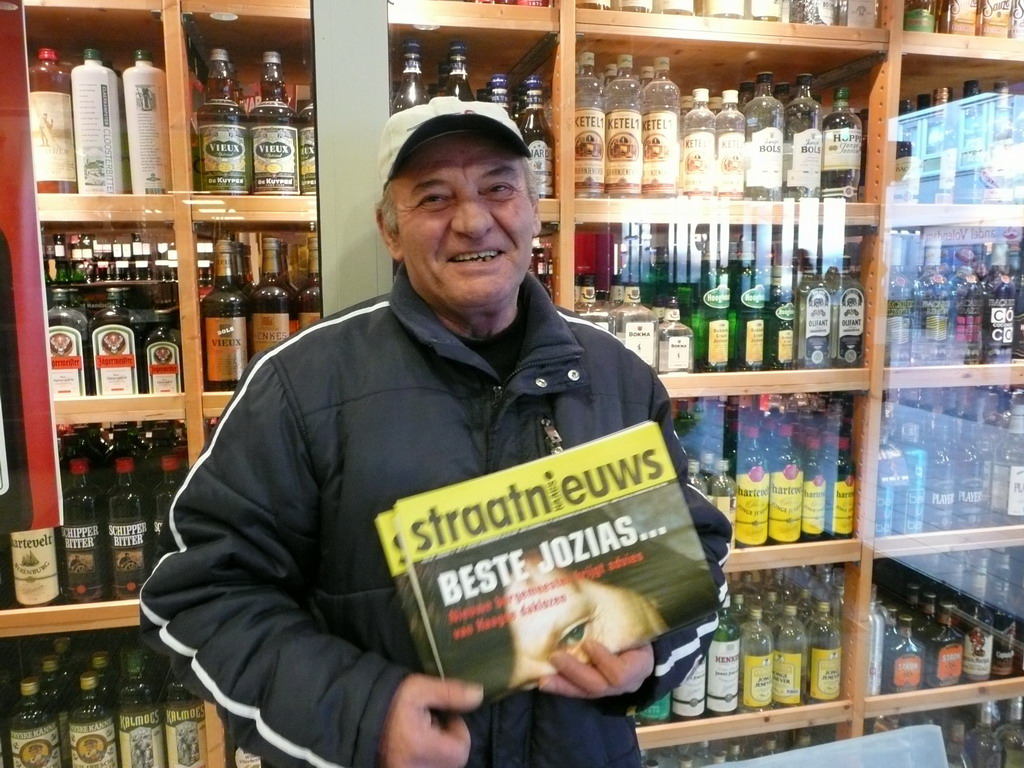
Vendeur du journal Straatnieuws aux Pays-Bas en 2008.

Les Journaux de rue sont des supports de presse vendus par des personnes en difficulté, principalement des Sans domicile fixe, à leur profit.

## Historique
Née à New-York en 1989 (Street News), la presse de rue a essaimé dans tout l'hémisphère nord. Certains titres nord-américains tirent à plus de 100 000 exemplaires. Beaucoup de titres existent en Allemagne. En Grande-Bretagne, The Big Issue est un journal apprécié, qui tire à 300 000 exemplaires chaque semaine tandis, qu'en France les journaux de rue ont moins de succès du fait d'une qualité éditoriale faible, d'une trop grande concurrence entre les titres et d'une réputation entachée par la condamnation pour provocation à la haine raciale du Réverbère en 1996.
Le journal Macadam, premier titre publié en France (1993), a été relancé par une équipe de journalistes professionnels en janvier 2009. Il retrouve le succès, sous forme de magazine mensuel, couleur, grâce à un fort contenu éditorial. Le monde de l'économie sociale encourage et soutient cette renaissance.

## Mission
C’est un média alternatif traitant de problématiques comme la pauvreté et la marginalisation avec un angle différent des médias de masse. C’est aussi un moyen pour des personnes vivant dans la pauvreté d’acquérir un revenu supplémentaire. Un journal de rue reflète l’actualité de toute une communauté, tout en étant accessible à l’ensemble des citoyennes et des citoyens. Par son concept, il essaie d’apporter sa pierre à l’édifice de la lutte pour la réinsertion des personnes qui, à un moment donné de leur existence, ont été exclues du marché du travail et laissées en marge de la société.

## Différents journaux de rue
En 1999, on estimait à 30 millions le nombre d'exemplaires de journaux de rue vendus à travers le monde.
Allemagne
- fiftyfifty, BISS, Bodo, Asphalt-Magazin

Autriche
- Augustin, Megaphon, 20er, Uhudla

Brésil
- Brasilia : NOS (1998)
- Rio de Janeiro : Oca

Canada
- Montréal : Journal de la rue (1992) , L'Itinéraire (magazine) L'Itinéraire (1994)
- Trois-Rivières : La Galère (avril 2002)
- Québec : La Quête (magazine) (1994)
- Sherbrooke : Journal de rue de l'Estrie (2002)

États-Unis
- New York : Street News (1989)
- Chicago : StreetWise
- Boston : Spare Change
- Seattle : Real Change
- Baltimore: Street Voice
- Santa Monica : Making Change
- Washington, D.C.: Street Sense

France
- Paris : Gavroche (1991-1994) Macadam (1993), L'Itinérant (1994), Le Réverbère, La Rue, Faim de siècle, La Mouise.

Grande-Bretagne
- Londres : The Big Issue (1991) aussi édité en Australie, en Afrique du Sud et aux États-Unis

Italie
- Bologne : Piazza Grande

Pays-Bas
- Amsterdam : Z magazine

Suède
- Stockholm : Situation Sthlm (1995), Faktum (2001), Aluma

Suisse alémanique
- Surprise

## Sources et références
1. ↑  Le journal était attaqué par le Mrap pour avoir publié le 17 février 1996 un éditorial contenant « des digressions antisémites calomniant l’ensemble des professions juridiques » sous la signature de Georges Mathis, directeur de la publication.
2. ↑  l'internationale des journaux de rue, le Courrier de l'Unesco, Février 1999